# ターレス・レイチ
ターレス・レイチ（Thales Leites、1981年9月6日 - ）は、ブラジルの男性総合格闘家。リオデジャネイロ州リオデジャネイロ出身。ノヴァウニオン所属。元Superior Challengeミドル級王者。タリス・レイチとも表記される。
肩固めを得意とし、その姿が絡みつく蛇のようであることから、大蛇を意味する「スクーリ」という異名を持つ。

## 来歴
2001年、世界柔術選手権の紫帯メイオペサード級(-85kg) で準優勝を果たした。
2003年11月23日、修斗ブラジルでプロ総合格闘技デビュー。
2006年2月4日、MARSで渋谷修身と対戦し、判定勝ち。
2006年4月29日、Jungle Fight 6でペレと対戦し、肩固めで一本勝ち。プロデビュー以来9連勝となった。

### UFC
2006年11月11日、UFC初参戦となったThe Ultimate Fighter 4 Finaleでマルティン・カンプマンと対戦し、判定負け。プロ初黒星となった。
2007年8月25日、UFC 74でライアン・ジェンセンと対戦し、腕ひしぎ十字固めで一本勝ち。サブミッション・オブ・ザ・ナイトを受賞した。
2008年6月7日、UFC 85でネイサン・マーコートと対戦し、マーコートの反則攻撃による減点もあり判定勝ちを収めた。10月25日、UFC 90でドリュー・マクフェドリーズにチョークスリーパーで一本勝ちし、連勝を5に伸ばした。
2009年4月18日、UFC 97でアンデウソン・シウバの保持する世界ミドル級王座に挑戦し、0-3の判定負けを喫し王座獲得に失敗した。

### ローカル団体
2010年8月14日、PWP世界ミドル級王座決定戦でマット・ホーウィッチと対戦し、チョークスリーパーで一本負けを喫し王座獲得に失敗した。
2011年4月30日、Superior Challengeミドル級王座決定戦でジェレミー・ホーンと対戦し、2-1の判定勝ちを収め王座獲得に成功した。

### UFC復帰
2013年8月3日、4年ぶりのUFC参戦となったUFC 163でトム・ワトソンと対戦し、3-0の判定勝ちを収めた。
2014年8月23日、UFC Fight Night: Henderson vs. dos Anjosでミドル級ランキング12位のフランシス・カーモンと対戦し、パンチラッシュでKO勝ち。パフォーマンス・オブ・ザ・ナイトを受賞した。
2015年1月31日、UFC 183でミドル級ランキング13位のティム・ボッシュと対戦し、肩固めで一本勝ち。ファイト・オブ・ザ・ナイトとパフォーマンス・オブ・ザ・ナイトを受賞した。
2015年7月18日、UFC Fight Night: Bisping vs. Leitesでミドル級ランキング9位のマイケル・ビスピンと対戦し、1-2の判定負けを喫した。
2016年2月27日、UFC Fight Night: Silva vs. Bispingでミドル級ランキング9位のゲガール・ムサシと対戦し、判定負けを喫した。
2016年11月19日、UFC Fight Night: Bader vs. Nogueira 2でミドル級ランキング15位のクリストフ・ヨトゥコと対戦し、判定負けを喫した。
2017年4月22日、UFC Fight Night: Swanson vs. Lobovでミドル級ランキング13位のサム・アルビーと対戦し、判定勝ちを収めた。

## 戦績

### プロ総合格闘技
| 総合格闘技 戦績 | 総合格闘技 戦績 | 総合格闘技 戦績 | 総合格闘技 戦績 | 総合格闘技 戦績 | 総合格闘技 戦績 | 総合格闘技 戦績 |
| --------------- | --------------- | --------------- | --------------- | --------------- | --------------- | --------------- |
| 35 試合         | (T)KO           | 一本            | 判定            | その他          | 引き分け        | 無効試合        |
| 27 勝           | 4               | 15              | 8               | 2               | 0               | 0               |
| 8 敗            | 0               | 1               | 7               | 0               | 0               | 0               |

| 勝敗 | 対戦相手                   | 試合結果                         | 大会名                                                           | 開催年月日     |
| ○    | ヘクター・ロンバード       | 5分3R終了 判定3-0                | UFC Fight Night: Santos vs. Anders                               | 2018年9月22日  |
| ×    | ジャック・ハーマンソン     | 3R 2:10 TKO（マウントパンチ）    | UFC 224: Nunes vs. Pennington                                    | 2018年5月12日  |
| ×    | ブラッド・タヴァレス       | 5分3R終了 判定0-3                | UFC 216: Ferguson vs. Lee                                        | 2017年10月7日  |
| ○    | サム・アルビー             | 5分3R終了 判定3-0                | UFC Fight Night: Swanson vs. Lobov                               | 2017年4月22日  |
| ×    | クリストフ・ヨトゥコ       | 5分3R終了 判定0-3                | UFC Fight Night: Bader vs. Nogueira 2                            | 2016年11月19日 |
| ○    | クリス・カモージー         | 3R 2:58 リアネイキッドチョーク   | UFC Fight Night: Rodriguez vs. Caceres                           | 2016年8月6日   |
| ×    | ゲガール・ムサシ           | 5分3R終了 判定0-3                | UFC Fight Night: Silva vs. Bisping                               | 2016年2月27日  |
| ×    | マイケル・ビスピン         | 5分5R終了 判定1-2                | UFC Fight Night: Bisping vs. Leites                              | 2015年7月18日  |
| ○    | ティム・ボッシュ           | 2R 3:45 肩固め                   | UFC 183: Silva vs. Diaz                                          | 2015年1月31日  |
| ○    | フランシス・カーモン       | 2R 0:20 KO（スタンドパンチ連打） | UFC Fight Night: Henderson vs. dos Anjos                         | 2014年8月23日  |
| ○    | トレバー・スミス           | 1R 0:45 TKO（右フック→パウンド） | UFC Fight Night: Nogueira vs. Nelson                             | 2014年4月11日  |
| ○    | エド・ハーマン             | 5分3R終了 判定3-0                | UFC 167: St-Pierre vs. Hendricks                                 | 2013年11月16日 |
| ○    | トム・ワトソン             | 5分3R終了 判定3-0                | UFC 163: Aldo vs. Korean Zombie                                  | 2013年8月3日   |
| ○    | マット・ホーウィッチ       | 2R 4:39 肩固め                   | Amazon Forest Combat 2                                           | 2012年3月31日  |
| ○    | ジェレミー・ホーン         | 5分3R終了 判定2-1                | Superior Challenge 7: Rise of Champions 【SCミドル級王座決定戦】 | 2011年4月30日  |
| ○    | トル・トロエン             | 2R 3:33 チョークスリーパー       | Superior Challenge 6: Lion's Den                                 | 2010年10月29日 |
| ×    | マット・ホーウィッチ       | 4R 0:44 チョークスリーパー       | PWP: War on the Mainland 【PWP世界ミドル級王座決定戦】           | 2010年8月14日  |
| ○    | ジェシー・テイラー         | 1R 2:27 腕ひしぎ三角固め         | MFC 25: Vindication                                              | 2010年5月7日   |
| ○    | リコ・ワシントン           | 1R 2:40 肩固め                   | Bitetti Combat 6                                                 | 2010年2月25日  |
| ○    | ディーン・リスター         | 5分3R終了 判定3-0                | MFC 23: Unstoppable                                              | 2009年12月4日  |
| ×    | アレッシオ・サカラ         | 5分3R終了 判定1-2                | UFC 101: Declaration                                             | 2009年8月8日   |
| ×    | アンデウソン・シウバ       | 5分5R終了 判定0-3                | UFC 97: Redemption 【UFC世界ミドル級タイトルマッチ】             | 2009年4月18日  |
| ○    | ドリュー・マクフェドリーズ | 1R 1:18 チョークスリーパー       | UFC 90: Silva vs. Cote                                           | 2008年10月25日 |
| ○    | ネイサン・マーコート       | 5分3R終了 判定2-1                | UFC 85: Bedlam                                                   | 2008年6月7日   |
| ○    | ライアン・ジェンセン       | 1R 3:47 腕ひしぎ十字固め         | UFC 74: Respect                                                  | 2007年8月25日  |
| ○    | フロイド・スウォード       | 1R 3:50 肩固め                   | The Ultimate Fighter 5 Finale                                    | 2007年6月23日  |
| ○    | ピート・セル               | 5分3R終了 判定3-0                | UFC 69: Shootout                                                 | 2007年4月2日   |
| ×    | マルティン・カンプマン     | 5分3R終了 判定0-3                | The Ultimate Fighter 4 Finale                                    | 2006年11月11日 |
| ○    | ペレ                       | 1R 2:40 肩固め                   | Jungle Fight 6                                                   | 2006年4月29日  |
| ○    | 渋谷修身                   | 5分3R終了 判定3-0                | MARS in 有明                                                     | 2006年2月4日   |
| ○    | ジェイソン・グイダ         | 1R 1:38 腕ひしぎ十字固め         | Ultimate Warriors Combat 1                                       | 2005年9月17日  |
| ○    | ロナルド・ジューン         | 3R 0:32 TKO（ドクターストップ）  | Rumble on the Rock: Qualifiers                                   | 2005年9月17日  |
| ○    | グスタボ・シム             | 3R 肩固め                        | Storm Samurai 8                                                  | 2005年7月2日   |
| ○    | アダム・ローランド         | 1R 0:49 腕ひしぎ十字固め         | Rumble on the Rock 7                                             | 2005年5月7日   |
| ○    | ルシオ・リニャーレス       | 1R TKO（タオル投入）             | Vitoria Extreme Fighting 1                                       | 2004年5月29日  |
| ○    | フラービオ・モウラ         | 肩固め                           | Vitoria Extreme Fighting 1                                       | 2004年5月29日  |
| ○    | フェリペ・モンゴ           | 2R 肩固め                        | Shooto Brazil: Welcome to Hell                                   | 2003年11月23日 |

### アマチュア総合格闘技
| 勝敗 | 対戦相手               | 試合結果              | 大会名        | 開催年月日    |
| ○    | エリッキ・テイシェイラ | 1R チョークスリーパー | Shooto Brazil | 2003年7月12日 |

## 獲得タイトル
- コパ・ド・ブラジル アブソルート級 優勝（2003年）
- 初代Superior Challengeミドル級王座（2011年）

## 表彰
- ブラジリアン柔術 黒帯三段
- UFC ファイト・オブ・ザ・ナイト（1回）
- UFC サブミッション・オブ・ザ・ナイト（1回）
- UFC パフォーマンス・オブ・ザ・ナイト（2回）